# État civil au Maroc

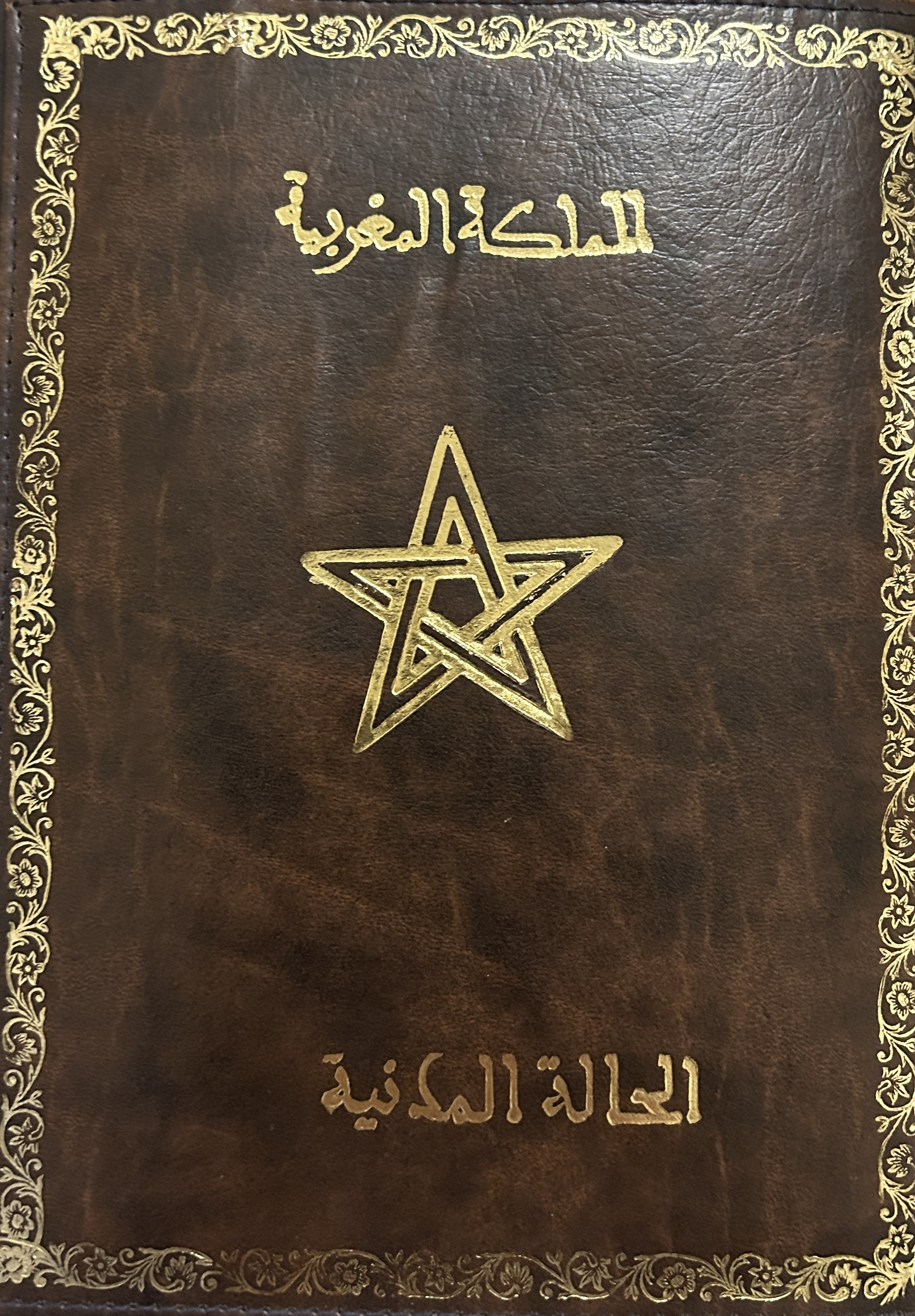
Couverture du document de l'état civil

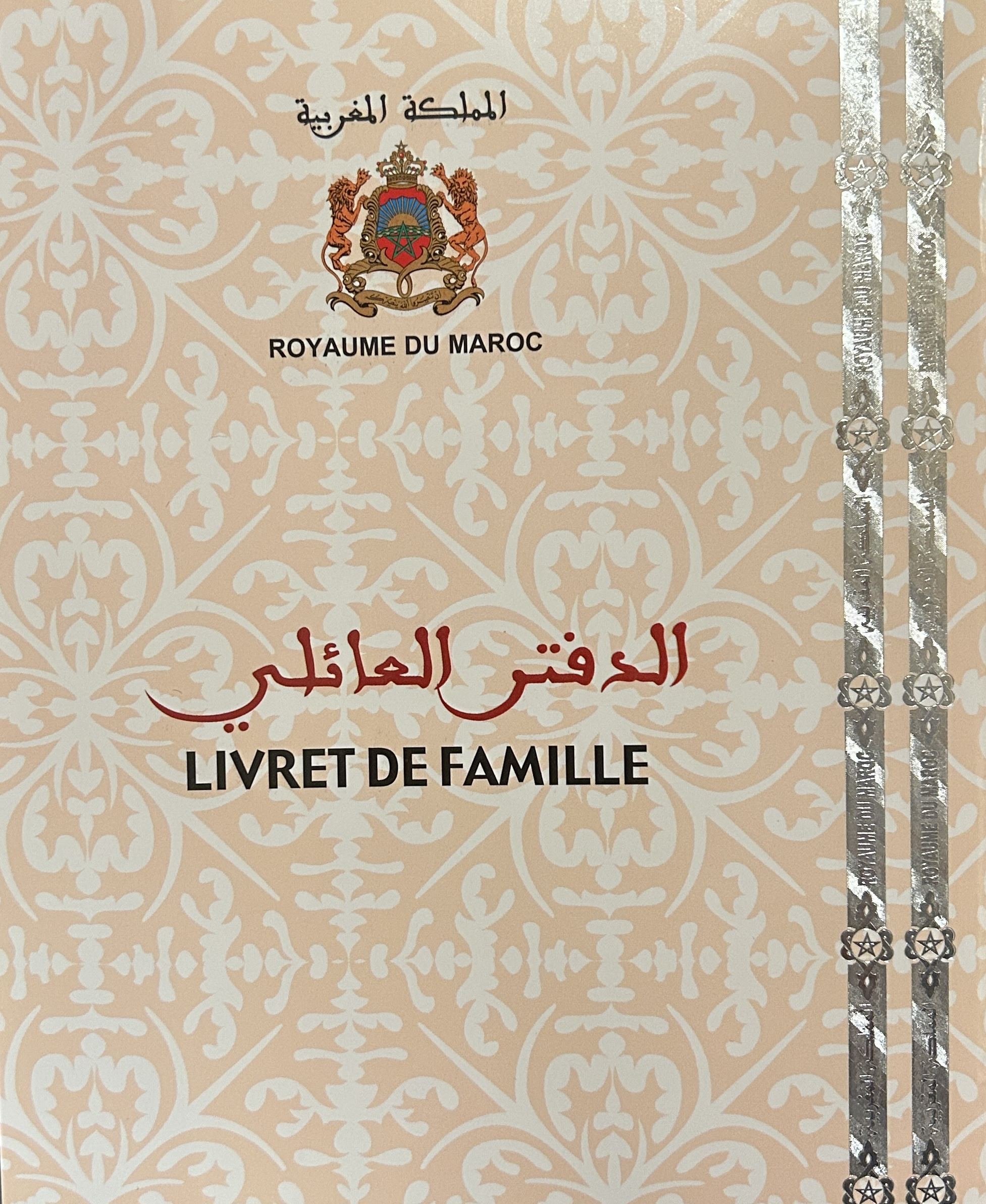
Livret de famille au Maroc, qui constitue la base de l'état civil

L'État civil au Maroc est, de nos jours, régi par la loi no 37-99 relative à l'état civil, telle qu'adoptée par la Chambre des représentants et la Chambre des conseillers du royaume sous le règne de Mohammed VI. Elle a été promulguée par le dahir no 1-02-239 du 3 octobre 2002 (qui définit les compétences des officiers d'état civil et la fonction des registres de l'état civil) et mise en application par le décret no 2-99-665 du 9 octobre 2002 (qui réglemente la fonction des officiers d'état civil) : le dahir a été contresigné par le Premier ministre alors en poste, Abderrahman Youssoufi, tandis que le décret, signé par ce dernier, a été contresigné par le ministre de l'Intérieur Driss Jettou.
Tous ces textes de base de l'état civil sont entrés en vigueur une fois parus dans le Bulletin officiel du Royaume du Maroc (BORM) no 5054 du 7 novembre 2002,, et en 2004, après examen par le Conseil des ministres du 3 juin, le décret no 2-04-331 du 7 juin — publié dans le BORM no 5222 du 17 juin et signé par Driss Jettou (alors Premier ministre), avec le contreseing du ministre de l'Intérieur El Mostafa Sahel, du ministre de la Justice Mohamed Bouzoubaâ et du ministre des Affaires étrangères et de la Coopération Mohamed Benaïssa — a complété le décret no 2-99-665 pris pour l’application de la loi no 37-99.
L'origine de l'instauration de l'état civil moderne au Maroc remonte au temps du protectorat français (1912-1956) : dans un premier temps dévolu aux résidents français et étrangers (dahir du 4 septembre 1915), puis aux Marocains (dahir du 8 mars 1950). Après l'indépendance retrouvée, il fut développé, y compris dans les zones du pays ayant connu une « influence » autre que française.